# Hydriomena nexifasciata
Hydriomena nexifasciata är en fjärilsart som beskrevs av Butler 1881. Hydriomena nexifasciata ingår i släktet Hydriomena och familjen mätare. Inga underarter finns listade i Catalogue of Life.